# Zschertnitz
Zschertnitz – część miasta Drezna w Saksonii we wschodnich Niemczech, współcześnie stanowi wschodnią część osiedla Räcknitz/Zschertnitz, położonego w większej dzielnicy Plauen na południu miasta.

## Zabytki
- zabudowania gospodarstwa rolnego przy Caspar-David-Friedrich-Straße 52
- trzy domy przy Paradiesstraße 10, 10b, 12
- współczesne rekonstrukcje polsko-saskich słupów pocztowych z czasów króla Augusta II Mocnego: słupa dystansowego z 1722 z herbami Polski, Saksonii i monogramem króla oraz słupa ćwierćmilowego z 1723 z monogramem króla